# Отдел культурного наследия и архивов Министерства культуры Калининградской области
Отде́л культу́рного насле́дия и архи́вов Министе́рства культу́ры Калинингра́дской о́бласти — государственный орган управления архивным делом в Калининградской области России.

## История
В 1948 году в составе управления МВД был создан архивный отдел. 

Дальнейшее отсутствие архивного отдела и бесконтрольность за архивным делом в области может привести к гибели ценнейших документальных материалов. Исполнительный комитет Калининградского областного совета депутатов трудящихся отказался представить в Государственную Штатную Комиссию необходимое количество должностей, подлежащих сокращению, в связи с утверждением штата Архивного отдела УМВД… Штат Государственного архива Калининградской области Государственная Штатная Комиссия при СовМине СССР утвердит только за счет сокращения административно-управленческого аппарата облисполкома …— Информационный Центр УВД Калининградской области. Ф. 33. Оп. 1. Арх. 14. С. 209, 210.
В его задачи входило «собирание» документов довоенного и нового периодов, обеспечение их сохранности, учёта и хранения, оказание методической помощи ведомственным архивам, создание архивных учреждений и организация комплектования их документами. Численность отдела составляла шесть человек.
В 1961 году ввиду перевода государственных архивов из ведения МВД СССР образуется архивный отдел облисполкома. Началась работа по упорядочению документов, хранящихся в ведомствах.
Архивный отдел Калининградского облисполкома уделял первостепенное значение совершенствованию деятельности областного, районных и городских архивов, упорядочению документов, хранящихся в ведомствах. Принятые меры позволили существенно улучшить материально-техническую базу архивной отрасли. В 1976 году построено здание Государственного архива Калининградской области. Ряд районных и государственных архивов получили новые помещения. Много внимания уделялось организационно-методическому руководству ведомствами по вопросам делопроизводства и обеспечения сохранности архивных документов. Областной, районные и городские архивы стали планомерно комплектоваться документами по истории области, активизировалась работа в сфере их использования.
В 1992 году создаётся Комитет по делам архивов администрации области как правопреемник архивного отдела. Его численность составляет 8 человек (на 1 октября 2005 г.). При комитете по делам архивов работают коллегия и экспертно-проверочная методическая комиссия. Экспертно-методическая комиссия рассматривала вопросы, связанные с определением состава документов Архивного фонда области, отбором их на хранение в государственные архивы и экспертизой ценности документов, а также методического обеспечения деятельности архивных учреждений. в 2003 году все три областных государственных архива зарегистрированы как юридические лица («областные государственные учреждения (ОГУ)»).
В связи с реформой архивной службы РФ в 2004 году комитет по делам архивов наряду с управлением культуры, а также комитетом по информации, печати и связям с общественностью администрации области реорганизован в форме слияния в Министерство культуры Калининградской области, которому были переданы все полномочия в области архивного дела, предусмотренные законодательством Российской Федерации и Калининградской области. В составе Министерства культуры создан отдел культурного наследия и архивов, на двух специалистов которого возложено выполнение комплекса обязанностей, связанных с функционированием архивной отрасли в регионе.

## Список литературы
- Ротар В. Н. 60 лет архивной службе Калининградской области: Из истории архивной службы региона// Калининградские архивы: Вып. 8. — Калининград, 2005.
- Самая Западная: Калининградская область в документах и материалах за 1962-1985 гг.: Сб. документов. В 3-х томах. — Калининград, 2002.